# 伊丽莎白·德姆莱特纳
伊丽莎白·德姆莱特纳（德語：Elisabeth Demleitner，1952年9月23日—），德国女子雪橇运动员。她曾代表西德参加1972年、1976年和1980年冬季奥林匹克运动会雪橇比赛，其中1976年冬季奥运会获得一枚铜牌。